# Каталой
Каталой (рум. Cataloi) — село у повіті Тулча в Румунії. Входить до складу комуни Фрекецей.
Село розташоване на відстані 220 км на схід від Бухареста, 11 км на південний захід від Тулчі, 102 км на північ від Констанци, 66 км на південний схід від Галаца.

## Населення
За даними перепису населення 2002 року у селі проживали 1274 особи, усі — румуни. Усі жителі села рідною мовою назвали румунську.